# Constant de Brun
La constant de Brun, B₂, és el valor al qual convergeix la suma dels inversos dels nombres primers bessons:
{\displaystyle B_{2}=\left({\frac {1}{3}}+{\frac {1}{5}}\right)+\left({\frac {1}{5}}+{\frac {1}{7}}\right)+\left({\frac {1}{11}}+{\frac {1}{13}}\right)+\left({\frac {1}{17}}+{\frac {1}{19}}\right)+\left({\frac {1}{29}}+{\frac {1}{31}}\right)+\cdots }
La convergència de la sèrie fou demostrada el 1919 per Viggo Brun. Aquest fet contrasta amb el fet que la suma dels inversos de tots els nombres primers divergeix. Si la sèrie de Brun fos divergent, demostraria la infinitat dels primers bessons, però com és convergent no permet dir res al repecte. Calculant els primers bessons fins a 10¹⁴ (i al mateix temps descobrint l'error FDIV dels Pentium), Thomas Nicely estimà la constant de Brun en 1,902160578. La millor estimació fins al moment present és la de Pascal Sebah i Patrick Demichel publicada el 2002, amb tots els primers bessons fins a 10¹⁶:
B₂ ≈ 1,902160583104
També existeix la constant de Brun per quartets de primers. Un quartet de primers és una parella de primers bessons separats per 4 unitats (la distància més petita possible). Els primers quartets de primers són (5, 7, 11, 13), (11, 13, 17, 19) i (101, 103, 107, 109). Aquesta constant, B₄, és la suma dels inversos de tots els quartets de primers:
{\displaystyle B_{4}=\left({\frac {1}{5}}+{\frac {1}{7}}+{\frac {1}{11}}+{\frac {1}{13}}\right)+\left({\frac {1}{11}}+{\frac {1}{13}}+{\frac {1}{17}}+{\frac {1}{19}}\right)+\left({\frac {1}{101}}+{\frac {1}{103}}+{\frac {1}{107}}+{\frac {1}{109}}\right)+\cdots }
amb un valor de:
B₄ = 0,87058 83800 ± 0,00000 00005
Aquesta constant no s'ha de confondre amb la constant de Brun per a nombres primers cosins, parelles de primers de la forma (p, p + 4), que també es denota per B₄.